# Amelora conia
Amelora conia là một loài bướm đêm trong họ Geometridae.